# Hans Rademacher
Hans Adolph Rademacher (geboren 3. April 1892 in Wandsbek; gestorben 7. Februar 1969 in Haverford, Pennsylvania, Vereinigte Staaten) war ein deutsch-amerikanischer Mathematiker.

## Leben
Hans Rademacher war eines von drei Kindern des Kaufmanns Adolph Rademacher und der Emma Weinhover. Rademacher studierte von 1910 bis 1915 in Göttingen u. a. bei Erich Hecke, Hermann Weyl, Edmund Landau und Richard Courant. 1916 wurde er bei Constantin Carathéodory mit der Dissertation Eindeutige Abbildungen und Meßbarkeit promoviert. 1919 habilitierte er sich in Berlin, wobei er nebenbei als Lehrer arbeitete. 1922 wurde er außerordentlicher Professor in Hamburg und schließlich 1925 ordentlicher Professor in Breslau. Er war Mitglied der Deutschen Liga für Menschenrechte, der Deutschen Friedensgesellschaft und im Verein zur Abwehr des Antisemitismus.
1933 wurde Rademacher von den Nationalsozialisten aus politischen Gründen (u. a. wegen seiner Unterstützung für Emil Julius Gumbel und Theodor Lessing) entlassen (§ 4 des  Berufsbeamtengesetzes). Er emigrierte in die USA, wo er ab 1934 an der University of Pennsylvania in Philadelphia tätig war, seit 1939 als Full Professor. Unterbrochen wurde seine Lehrtätigkeit in Philadelphia von zahlreichen Gastprofessuren, z. B. 1953 am Institute for Advanced Study in Princeton und in den beiden folgenden Jahren in Göttingen und am Tata Institute for fundamental research in Bombay. Nach seiner Emeritierung 1962 lehrte er an der New York University und der Rockefeller University in New York. Er erhielt 1943 die amerikanische Staatsbürgerschaft.

## Werk
Rademacher arbeitete hauptsächlich im Bereich der Zahlentheorie, und hier speziell in der analytischen und additiven Zahlentheorie und ihrer Verbindung zur Theorie der Modulformen und ihrer Anwendung auf kombinatorische Fragen. 1936 gab er eine asymptotische Formel für die Anzahl der Partitionen an. Er arbeitete auch über Siebmethoden und das Goldbach-Problem. Weiter fand er eine dreitermige Verallgemeinerung der Reziprozitätsformel für Dedekindsche Summen. Er war aber auch in anderen Gebieten sehr produktiv, beispielsweise in der reellen Analysis, der Geometrie, der numerischen Mathematik, der Topologie und der Funktionentheorie. Ein von ihm 1922 eingeführtes System orthogonaler Funktionen, die Rademacherfunktionen, ist nach ihm benannt.
1950 war er Gastredner auf dem Internationalen Mathematikerkongress (ICM) in Cambridge (Massachusetts) (Additive algebraic number theory). Er ist mit Otto Toeplitz Autor der populären Einführung in die Mathematik Von Zahlen und Figuren.
Zu seinen Doktoranden zählten George Andrews, Emil Grosswald, Theodor Estermann, Joseph Lehner und Paul Bateman.

## Privates
Rademacher war mehrmals verheiratet. Aus erster Ehe, die 1929 geschieden wurde, hatte er eine Tochter Karin. Aus seiner zweiten Ehe, die bis 1947 dauerte, hatte er einen Sohn Peter. In dritter Ehe war er ab 1949 mit der Konzertpianistin Irma Wolpe verheiratet.

## Schriften
- Einige Sätze über Reihen von allgemeinen Orthogonalfunktionen. In: Mathematische Annalen. Band 87, 1922, S. 112–138.
- Über eine Erweiterung des Goldbachschen Problems. In: Mathematische Zeitschrift. Band 25, 1926, S. 627–657.
- mit Otto Toeplitz: Von Zahlen und Figuren. 1930; 2. Auflage 1933; Springer 2001, ISBN 3-540-63303-0.
- mit Ernst Steinitz Vorlesungen über die Theorie der Polyeder- unter Einschluss der Elemente der Topologie. Springer 1932; 1976 (online).
- Generalization of the Reciprocity Formula for Dedekind Sums. In: Duke Math. Journal. Band 21, 1954, S. 391–397.
- Lectures on analytic number theory. 1955.
- Lectures on elementary number theory. Blaisdell, New York 1964; Krieger, 1977.
- mit Grosswald: Dedekind sums. Carus Mathematical Monographs, 1972.
- Topics in analytic number theory. Hrsg. Grosswald. Springer Verlag, 1973 (Grundlehren der mathematischen Wissenschaften).
- Collected papers. 2 Bände. Hrsg. Grosswald. MIT press, 1974.
- Higher mathematics from an elementary point of view. Birkhäuser, 1983.